# 대한민국 헌법 부칙 제1조
대한민국 헌법 부칙 제1조는 대한민국 헌법 부칙의 조항이다.

## 본문
이 헌법은 1988년 2월 25일부터 시행한다. 다만, 이 헌법을 시행하기 위하여 필요한 법률의 제정·개정과 이 헌법에 의한 대통령 및 국회의원의 선거 기타 이 헌법시행에 관한 준비는 이 헌법시행 전에 할 수 있다.